# Carl Otto Johann von der Malsburg
Carl Otto Johann von der Malsburg (* 14. August 1742; † 17. Februar 1821 in Escheberg) war ein deutscher Prinzenerzieher, Verwaltungsjurist und Diplomat aus dem Adelsgeschlecht Malsburg.

## Leben

### Ausbildung und erste Karriereschritte
Von der Malsburg war der Sohn von August Carl von der Malsburg (* 12. September 1706; † 24. April 1766). Der Vater war zur Zeit der Geburt Oberst und stieg später zum Generalleutnant der Landgrafschaft Hessen-Kassel auf. Da er in unterschiedlichen Garnisonsstädten stationiert war, ist der Geburtsort unbekannt. Die Mutter war Hedwig Luise Wilhelmine geborene von Nölting. Die Mutter starb bereits 1750. 1755 heiratete der Vater in zweiter Ehe Friederike Charlotte von Mardefeld. 
Während des Siebenjährigen Krieges war der Vater Stadtkommandant von Marburg. Carl Otto lebte in dieser Zeit auf Schloss Escheberg und wurde später von der katholischen Stiefmutter auf eine Klosterschule auf Kurmainzer Gebiet geschickt, die vom Krieg nicht so stark betroffen war. 1755 bis 1759 studierte er Rechtswissenschaften in Marburg.
Ab dem 26. Februar 1762 war er Assessor sine voto bei seinem Onkel, dem Regierungspräsidenten Gabriel Otto von der Malsburg in
Marburg. 1766 wurde er dort Assessor mit Stimmrecht und 1771 Justizrat. 

### Prinzenerzieher
Im Jahr 1770 wurde von Malsburg Erzieher des Prinzen Carl von Hessen-Philippsthal. Der Prinz war bereits 15 Jahre alt, daher dauerte diese Aufgabe nur bis 1774. Im gleichen Jahr wurden in Hessen-Kassel Landratsämter geschaffen. 1775 wurde von Malsburg erster Landrat des Landratsbezirks beim Diemelstrome ernannt. Dieser war für die Ämter Zierenberg, Wolfhagen, die Vogtei Hasungen, das Kirchspiel Weissenstein und das Amt Bauna zuständig. Er blieb bis 1780 Landrat.
Am 8. Januar 1781 wurde er zum Erzieher des Prinzen Friedrich nach Hanau berufen. Friedrich war der älteste Sohn des Kasseler Erbprinzen und späteren Kurfürsten Wilhelm. Friedrich starb 1784 und von Malsburg wurde zum Erzieher des neuen Erbprinzen Wilhelm berufen.
1788 heiratete er Luise Ledderhose (* 1766; † 1803 in Kassel), die Tochter des Konsistorialdirektors Christian Bernhard Ledderhose und dessen Ehefrau, Caroline Elisabeth geborene Wolfahrt. Aus der Ehe ging die Tochter Marie Charlotte Caroline (* August 1790; † 1803 in Paris) hervor.
1785 wurde Wilhelm I. Kurfürst und von Malsburg folgte ihm an seinen Hof nach Kassel und wurde dort zum Hofmeister ernannt. Am 28. Oktober 1788 wurde von Malsburg Direktor des Kriegs-Zahlamtes, blieb aber noch bis zum 8. Mai 1789 zugleich Hofmeister. Am 28. März 1791 schied Malsburg auf eigenen Wunsch mit einer Pension von 800 Reichstalern aus dem Staatsdienst aus. Er konzentrierte sich nun auf die Verwaltung seiner Güter. Er war Besitzer von Escheberg und seit 1784 von Niederelsungen und Oedinghausen.

### Diplomat
Auf Wunsch von Staatsminister Friedrich Sigismund Waitz von Eschen ernannte ihn der Kurfürst am 8. September 1803 zum Envoié extraordinaire und Ministre plenipotentaire, also kurhessischer Gesandter in Paris. Im Frühsommer 1805 kam es während eines Besuchs von Malsburgs in Kassel zu diplomatischen Spannungen zwischen Frankreich und Hessen-Kassel. Paris warf dem britischen Gesandten in Kassel, Sir Brook Taylor (1776–1846), vor, ein Attentat auf Napoleon vorbereitet zu haben, und forderte die Ausweisung aus Kassel. Die Bitte des Kurfürsten, König Georg III. solle ihn unauffällig abziehen, wurde nicht erfüllt. Der Kurfürst weigerte sich, den Gesandten gegen den Willen Englands auszuweisen, der französische Gesandte im Kurstaat, Bignon, verließ daraufhin am 18. Oktober 1805 Kassel.
Von Malsburg erhielt den Auftrag, Ende Januar 1806 nach Paris zurückzukehren und den Konflikt mit Frankreich zu lösen. Napoleon weigerte sich aber, ihn zu empfangen, solange der „Attentäter“ in Kassel sei. Der Kurfürst gab nach und wies Taylor am 24. Februar 1806 aus. Am 12. März erhielt von Malsburg eine Audienz bei Talleyrand und der Konflikt war oberflächlich gelöst. Am 18. April und erneut am 18. Mai ließ Talleyrand über von Malsburg Kurhessen ein Angebot von erheblichem Gebietszuwachs und einer Rangerhöhung für den Kurfürsten zukommen, wenn Kassel das Bündnis mit Preußen verlassen und sich der französischen Seite anschließen würde. Der Kurfürst lehnte das Angebot am 24. Juni 1806 ab. Mit der Schlacht bei Jena und Auerstedt und dem Tilsiter Frieden endete die Selbstständigkeit des Kurstaates. Von Malsburg musste die Botschaft Kurhessens in Paris auflösen und kehrte nach Escheberg zurück.

### Im Königreich Westphalen
Im Königreich Westphalen wurde mit Dekret vom 11. Dezember 1807 der Staatsrat gebildet und König Jerome berief von Malsburg in dieses Gremium. 1808 wurde er Generaldirektor des öffentlichen Schatzes und 1809 Generaldirektor die Leitung des Amortisationskasse. Ab 1811 war er Präsident der Finanzsektion des Staatsrats.

### Verfassungsberatungen
1815/1816 war er Mitglied des Landtages des Kurfürstentums Hessen-Kassel. Der Kurfürst entschied mit landesherrlicher Resolution vom 30. Juni 1815, dass die Erarbeitung einer Verfassung nicht vom Landtag, sondern durch eine Kommission aus zwei Vertretern der Ritterschaft und zwei Vertretern des neuen Adels vorzunehmen sei. Dies waren Staatsminister Georg von Schmerfeld, der Kurhessischer Geheimrat Carl Otto von der Malsburg, der Oberappellationsgerichtspräsident Ferdinand Carl von Schenck zu Schweinsberg und der Regierungspräsident Otto von Porbeck. Der erarbeitete Verfassungsentwurf wurde dem Landtag vorgelegt und dort beraten. Allerdings löste der Kurfürst den Landtag am 10. Mai 1816 auf, ohne dass es zu Ergebnissen gekommen war.
Da die einzige Tochter von Malsburg bereits verstorben war, wandelte er seinen Besitz in einen Familienfideikommiss um. Erben wurden seine Neffen Wilhelm von der Malsburg und Carl Philipp Levin von der Malsburg.